# Louise Van den Plas
Louise Van den Plas (Brussel, 24 januari 1877 - Willaupuis, 4 december 1968) was een katholieke feministe en oprichtster van de eerste Belgische christelijke feministische beweging, het "Féminisme chrétien de Belgique".

## Biografie
Louise Van den Plas werd geboren in een welgestelde familie in Brussel. Haar moeder Anna-Emilie Langrand was de nicht van en haar vader Jean-Baptiste Van den Plas de privésecretaris van de katholieke bankier André Langrand-Dumonceau. Nadat hij betrokken geraakte bij het gigantische frauduleuze faillissement van laatstgenoemde, dat op 25 augustus 1870 werd uitgeroepen en dat tot de ondergang van veel vooraanstaande katholieke families zou leiden, brachten Jean-Baptiste Van den Plas en zijn gezin een deel van hun tijd in Frankrijk door.

### Christelijk feminisme
Louise Van den Plas ontdekte het feminisme via de "Le grand catéchisme de la femme" (de grote vrouwencatechismus) van Louis Frank, gepubliceerd in 1894, en via de geschriften van de Belgische historica Marie de Villermont (1898).
In maart 1899 ontmoette ze in Brussel Marie Duclos, die samen met Marie Maugeret de oprichtster was van de Franse katholieke feministische vereniging "Le Féminisme chrétien". Ze ging naar Parijs om deze beweging te bestuderen en kwam vervolgens, op aanraden van Marie Duclos, in Brussel in contact met de Belgische journalist René Henry en met een vriend van laatstgenoemde, René Colaert, die lid was van de Kamer van volksvertegenwoordigers.
Beiden waren des te meer geïnteresseerd in de situatie van vrouwen, aangezien België op weg was naar algemeen kiesrecht en de uitbreiding van het kiesorgaan in het voordeel van de socialisten zou kunnen zijn. Colaert had als doel het vrouwenkiesrecht te laten goedkeuren. 
Om zich in te zetten voor het vrouwenkiesrecht richtten feministische groepen van verschillende politieke stromingen in mei 1902 een "Feministische Unie" op. Louise Van den Plas greep deze kans aan om een katholieke groep op te richten. Het "Féminisme chrétien de Belgique" (Belgisch Christelijk Feminisme) werd opgericht op 6 mei 1902. Het "Féminisme chrétien de Belgique" streefde ernaar de rechten van vrouwen te verbeteren en het feminisme onder katholieken te bevorderen, met respect voor de katholieke gezinsconstitutie. De vereniging gaf maandelijks een (Franstalig) tijdschrift uit, Le Féminisme chrétien de Belgique, opende lokale afdelingen en organiseerde conferenties.
Samen met andere feministische organisaties zet het "Féminisme chrétien de Belgique" zich in voor vaderschapsonderzoek, de toetreding van vrouwen tot familieraden en het beheer van voogdij en de volledige handelingsbekwaamheid van vrouwen die een scheiding van tafel en bed hadden verkregen. Door haar eigen inspanningen kreeg ze de acceptatie van vrouwelijke getuigenissen in akten van de burgerlijke stand (1908). Ze eist gelijke beloning voor mannelijke en vrouwelijke leerkrachten en steunde de strijd van het Syndicat de l’aiguille, een christelijke vakbond voor vrouwelijke arbeiders, opgericht door Victoire Cappe.
Het "Féminisme chrétien de Belgique" sloot zich aan bij de campagne voor het electoraat en de verkiesbaarheid van vrouwen bij de arbeidsrechtbanken en maakte de bijdrage van katholieke stemmen mogelijk die nodig was voor de goedkeuring van de wet (1910). Van den Plas won de sympathie van een deel van de katholieke kranten en de Belgische Democratische Liga (Ligue démocratique belge) voor het vrouwenstemrecht. Zij beweerde dat vrouwen een speciaal perspectief zouden inbrengen op kwesties die verband hielden met de publieke moraal, alcoholisme en scholen. Ze wist ook hoe ze moet inspelen op anti-socialistische gevoelens. Op 3 maart 1912 richtte het "Féminisme chrétien de Belgique" de ""Ligue Catholique du Suffrage Féminin"" (Katholieke Liga voor Vrouwenkiesrecht) op, met de hulp van Cyrille Van Overbergh. In januari 1913 startte de Liga een grote petitie, die werd ondertekend door Louise Van den Plas en vervolgens door verschillende feministische groeperingen, die samen de maand daarop de "Fédération Belge pour le Suffrage Féminin" (Belgische suffragettefederatie) oprichtten.
Tijdens de Eerste Wereldoorlog werd de publicatie van het tijdschrift opgeschort en richtte Louise Van den Plas samen met de liberale politica Jane Brigode en Marguerite Nyssens de "Union patriotique des femmes belges" (Patriottische unie van Belgische vrouwen) op, met als doel materiële hulp aan vrouwen te geven. Tijdens de troonrede van november 1918, waarin enkel het mannenkiesrecht ter sprake kwam, mobiliseerden Louise Van den Plas en Jane Brigode zich voor het vrouwenkiesrecht.
Aan het einde van de oorlog werd het tijdschrift opnieuw uitgegeven en kreeg Louise Van den Plas  van 1921 tot 1940 een gratis column aangeboden in het dagblad Le Soir.
Van den Plas overleed op 4 december 1968 in Willaupuis, op 91-jarige leeftijd.
- International Standard Name Identifier: 0000 0003 9644 4003
- Nederlandse Thesaurus van Auteursnamen: 06954302X
- Virtual International Authority File: 291351499
- WorldCat: E39PBJxMg9MfpygtTxWHCFcgKd